# Jordanoleiopus paraphelis
Jordanoleiopus paraphelis är en skalbaggsart som först beskrevs av Jordan 1903.  Jordanoleiopus paraphelis ingår i släktet Jordanoleiopus och familjen långhorningar.
Artens utbredningsområde är Gabon. Inga underarter finns listade i Catalogue of Life.